# Achille Bertarelli
Pour les articles homonymes, voir Bertarelli.
Achille Bertarelli né à Milan le 12 novembre 1863 et décédé à Rome le 20 mai 1938 est un collectionneur d'art et historien de l'art italien.

## Biographie
Achille Bertarelli est né à Milan en 1863. Il est le fils de Pier Giuseppe Bertarelli et de Carolina Nessi et le frère du géographe et spéléologue Luigi Vittorio Bertarelli.
Il étudie le droit à l'université de Milan et à l'université de Bologne, dont il est diplômé en 1888. Avec ses frères, il reprend la fabrique familiale de bougies qu'ils transforment, après le décès de leur père, en fabrique d'objets d'art religieux sous le nom de « Fabbrica di Arredi Sacri F.lli Bertarelli ».
En 1894, son frère Luigi Vittorio Bertarelli fonde le Touring Club Ciclistico Italiano (devenu Touring Club Italiano).
La grande passion de la vie d'Achille Bertarelli est la gravure et le livre illustré : sa collection personnelle forme le noyau du cabinet des estampes de la ville de Milan.
En 1897, il fonde avec Giuseppe Fumagalli, alors directeur de la Brera de Milan, la Società Bibliografica Italiana dont il assure la vice-présidence jusqu'à la Première Guerre Mondiale, au cours de laquelle l'association est dissoute.
Très engagé dans la vie culturelle milanaise, il participe à l'organisation de plusieurs manifestations locales, notamment l'Exposition rétrospective des communications, des voyages et des transports qui accompagne le IVe Congrès géographique italien en 1901, reprise en 1906 à l'occasion de l'achèvement du tunnel du Simplon.
En 1938, il contracte une grippe qui dégénère en pneumonie : Achille Bertarelli décède à Rome le 20 mai 1838.

## Collectionneur d'estampes
En 1890, il commence son activité de collectionneur, s'intéressant principalement à la gravure populaire et aux éphéméra. Ce n'est pas tant leur valeur artistique que leur caractère de témoignage documentaire et ethnographique qu'il l'intéresse. En témoigne le plan de classement de sa collection, organisée en plusieurs domaines : Estampes historiques, Coutumes et traditions, Théâtre, Littérature populaire et iconographie, Moyens de transports, Arts et artisanat, Commerce et publicité, petits tirages de sujets personnels, ornements de livres et papiers colorés.
L'achat, en 1893 d'une partie des fonds de la célèbre stamperia Remondini de Bassano del Grappa auprès de l'éditeur Menegazzi, enrichit considérablement la toute jeune collection de Bertarelli. Le collectionneur se trouve alors en possession d'un ensemble représentatif de la production du plus important éditeur d'estampes italien du XVIIIe siècle.
Dès 1905, Achille Bertarelli publie un premier inventaire de sa collection, dans le but de la faire connaître aux historiens et historiens de l'art. Le collectionneur ouvre en effet très volontiers les portes de sa demeure de la Via San Barnaba à ceux qui souhaitent étudier ses estampes, qui sont classées de façon à former une « archive iconographique». Ce premier catalogue est intitulé Spiegazione e stato numerico delle raccolte del Dr. A. Bertarelli al 1º gennaio 1905.

### Don de sa collection d'estampes à la ville de Milan
En 1924, Bertarelli forme le vœu de donner sa collection à la ville de Milan. Le projet débouche sur la création en 1927 de la Civica Raccolta Stampe de Milan abritée dans le château Sforza. Quelque 300 000 pièces par Bertarelli sont transférées à la municipalité. Après ce don, Achille Bertarelli continue à participer activement à la vie du cabinet des estampes, multipliant les dons de nouvelles pièces et encourageant l'émulation des chercheurs qui fréquentent la nouvelle institution. À son décès, en 1938, la municipalité renomme la collection Civica Raccolta delle Stampe "Achille Bertarelli" (it) en son honneur, reconnaissant son rôle de fondateur. Le cabinet conserve alors 400 000 pièces.
Les estampes données par Achille Bertarelli à la ville sont reconnaissables à son cachet AB (Lugt 73), qu'il apposait sur chaque pièce. Dans son dictionnaire des marques de collections, Fritz Lugt indique que « pour éviter les chances de vol, Bertarelli rogne toutes ses estampes à 1 cm. à l'extérieur de la partie gravée, estimant leur enlever ainsi leur valeur commerciale, tout en leur conservant leur intérêt documentaire.»

## Historien de l'estampe populaire
Par ses travaux et ses efforts de collectionneurs, il est l'un des principaux initiateurs des enquêtes italiennes sur l'estampe populaire. Il contribue, avec Novati, à la conception de la section d'iconographie populaire de l'exposition d'ethnographie italienne de 1911.
Ses recherches, pionnières, rencontrent un accueil favorable dans les cercles intellectuels français : son ouvrage sur l'imagerie populaire italienne est publié une première fois à Paris en 1929. Ce n'est qu'ultérieurement qu'il sera traduit en italien.

## Travaux sur l'histoire italienne et collection d'éphémera
Outre les estampes, Achille Bertarelli a rassemblé une importante collection d'ouvrages de littérature populaire et d'éphéméra. Une partie de cette collection a été donnée de son vivant à la Bibliothèque nationale de la Brera. Elle a servi de matériau à plusieurs de ses publications.
Il a notamment cherché a documenter l'histoire du Risorgimento par les brochures, journaux et feuilles volantes, autant de sources jusqu'alors négligées. Cet ensemble de 35 000 documents a été donné en 1925 au Musée du Risorgimento de Milan.
Achille Bertarelli a également rassemblé un ensemble de 20 000 documents relatifs à la première guerre mondiale, essentiellement composée de feuilles d'actualités, prospectus de propagandes, journaux de tranchées, cartes postales.

### Principales publications
- avec Henry Prior, Gli ex libris italiani, Milan, 1902. [en ligne]
- Iconografia napoleonica : 1796-1799 : ritratti di Bonaparte incisi in Italia ed all'estero da originali italiani, Milan, 1903.
- avec Henry Prior, Il biglietto da visita italiano. Contributo alla storia del costume e dell'incisione nel sec.XVIII, Bergame, 1911. [en ligne]
- Catalogo : Inventario della raccolta donata da Achille Bertarelli al Commune di Milano: risorgimento italiano, 3 vol., Bergame, 1925
- avec Antonio Monti, Tre secoli di vita milanese nei documenti iconografici. 1630 à 1875 , Milan, 1927.
- L'imagerie populaire italienne, Paris, 1929. [en ligne]
- avec Paolo Arrigoni, Le carte geografiche dell'Italia, Milan, 1930. [en ligne]
- avec Paolo Arrigoni, Piante e Vedute della Lombardia, Milan, 1931.
- avec Paolo Arrigoni, Le Stampe storiche conservate Nella raccolta del Castello Sforzesco, Milan, 1932.
- avec Timina Caproni Guasti,L'Aeronautica Italiana nell'Immagine 1487-1875, Milan, 1938.
- Le incisioni di GM Mitelli, Milan, 1940 (posthume)

## Cercles intellectuels
Par ses travaux et ses engagements au sein de la Società Bibliografica Italiana, il fréquente de nombreux intellectuels et collectionneurs, avec qui il collabore pour certaines de ses publications. Parmi eux, citons le bibliographe et conservateur de bibliothèque Giuseppe Fumagalli, le romaniste et médiéviste Francesco Novati, le bibliothècaire Achille Ratti, futur pape Pie XI, l'architecte et historien de l'art Luca Beltrami et le journaliste Alfredo Comandini.